# Brunfelsia grandiflora
Brunfelsia grandiflora là loài thực vật có hoa trong họ Cà. Loài này được D.Don mô tả khoa học đầu tiên năm 1829.